# Spirostomum
Spirostomum è un genere di protisti ciliati, appartenente alla classe Heterotrichea. Specie di Spirostomum vivono sia in acqua dolce che salata. Sono tutti di forma allungata, flessibile e altamente contrattile.  Sebbene siano organismi unicellulari, membri di alcune specie possono raggiungere la lunghezza di 4 mm.

## Morfologia

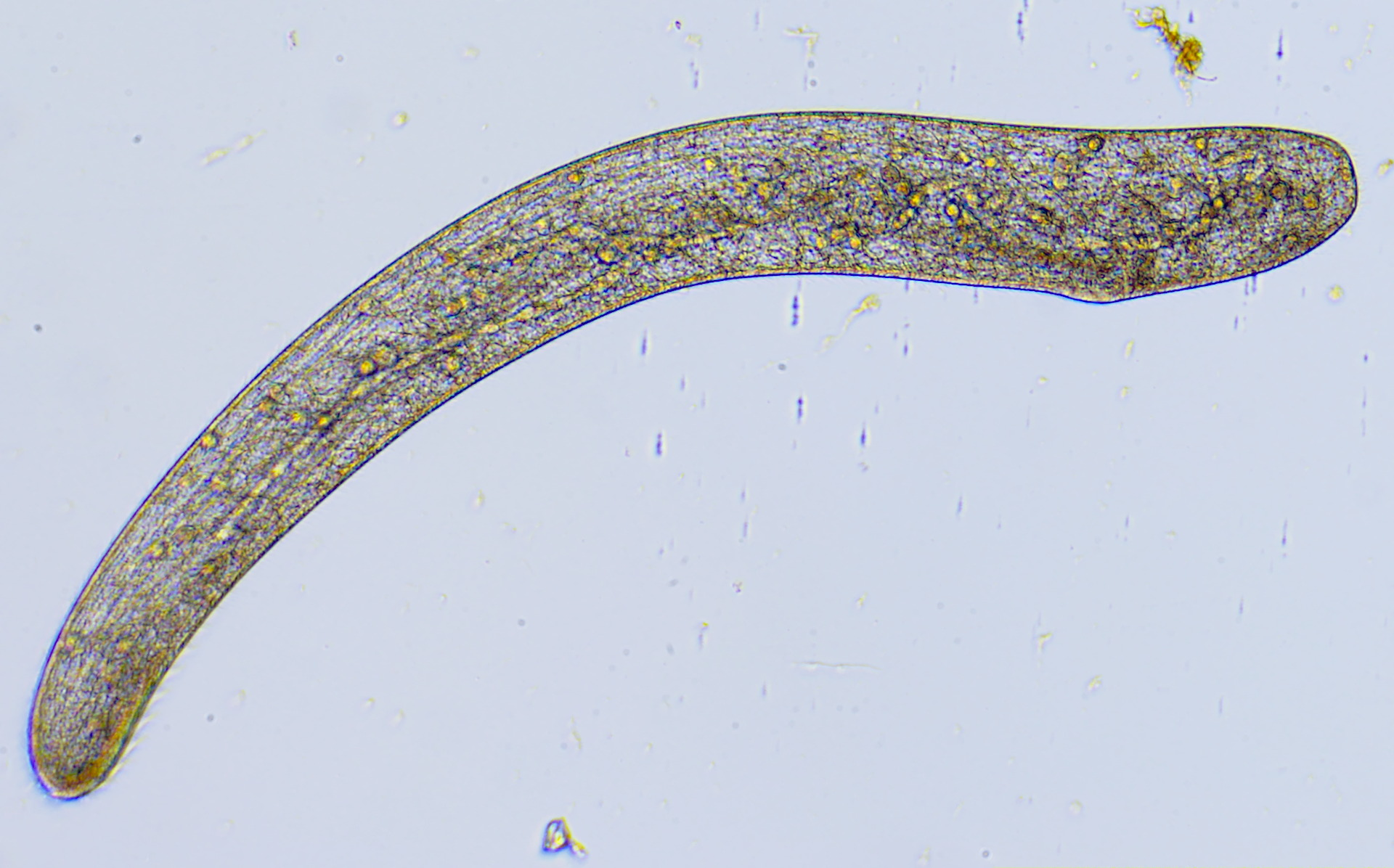
Spirostomum ambiguum(?), con in evidenza il macronucleo a collana

Il corpo si presenta allungato e di forma simile a quella di un verme. La sezione è prevalentemente circolare, ma può risultare schiacciata all’estremità posteriore. Il vacuolo escretore è piuttosto grande e può occupare interamente la “coda”. Le cilia del corpo sono corte e disposte in file longitudinali. La lunghezza del peristoma varia tra le specie, da 1/4 a 2/3 della lunghezza totale. Il peristoma è frangiato con cilia, utilizzate per dirigere le particelle di cibo nella cavità orale.  Il macronucleo può essere moniliforme, come una collana di perle, o compatto e ovale, a seconda della specie.
Lo Spirostomum si riproduce per fissione binaria. La riproduzione può essere asessuata, o avvenire per coniugazione, durante la quale due esemplari compatibili si uniscono e si scambiano il materiale genetico attraverso un ponte citoplasmatico.
I membri di questo genere sono estremamente contrattili. Quando spaventato, lo Spirostomum ambiguum può contrarsi alla metà della sua lunghezza da esteso in 1/200 di secondo (una velocità di contrazione simile a quella del ciliato Vorticella). Durante la contrazione, la corteccia cellulare si torce e si allarga e la sua struttura a spirale diventa visibile. Il meccanismo di contrazione dello Spirostomum è stato studiato per la prima volta da Ernst Haeckel nel 1873 ed ha continuato ad attrarre l’attenzione degli studiosi.
Certe specie hanno dimostrato di essere sensibili alla presenza di metalli pesanti e sono state quindi utilizzate dagli ecologi come indicatori di purezza dell’acqua.
Lo Spirostomum semivirescens, una specie ampiamente distribuita, ma raramente vista, trasporta delle zooclorelle simbiotiche e si racchiude in una lorica mucillaginosa.

## Classificazione
Il genere Spirostomum è stato stabilito da Christian Gottfried Ehrenberg nel 1833, e posizionato nella famiglia Spirostomidae da Samuel Friedrich von Stein nel 1867.
Recenti analisi delle sequenze di geni dell’RNA ribosomale hanno confermato essere un gruppo monofiletico.

## Specie[13]
- Spirostomum ambiguum
- Spirostomum bifidum
- Spirostomum caudatum
- Spirostomum chlorelligera
- Spirostomum crassum
- Spirostomum cylindricum
- Spirostomum ephrussii
- Spirostomum inflatum
- Spirostomum loxodes
- Spirostomum minor
- Spirostomum minus
- Spirostomum salinarum
- Spirostomum semivirescens
- Spirostomum sempervirescens
- Spirostomum teres
- Spirostomum virescens
- Spirostomum yagiui

## Galleria d'immagini

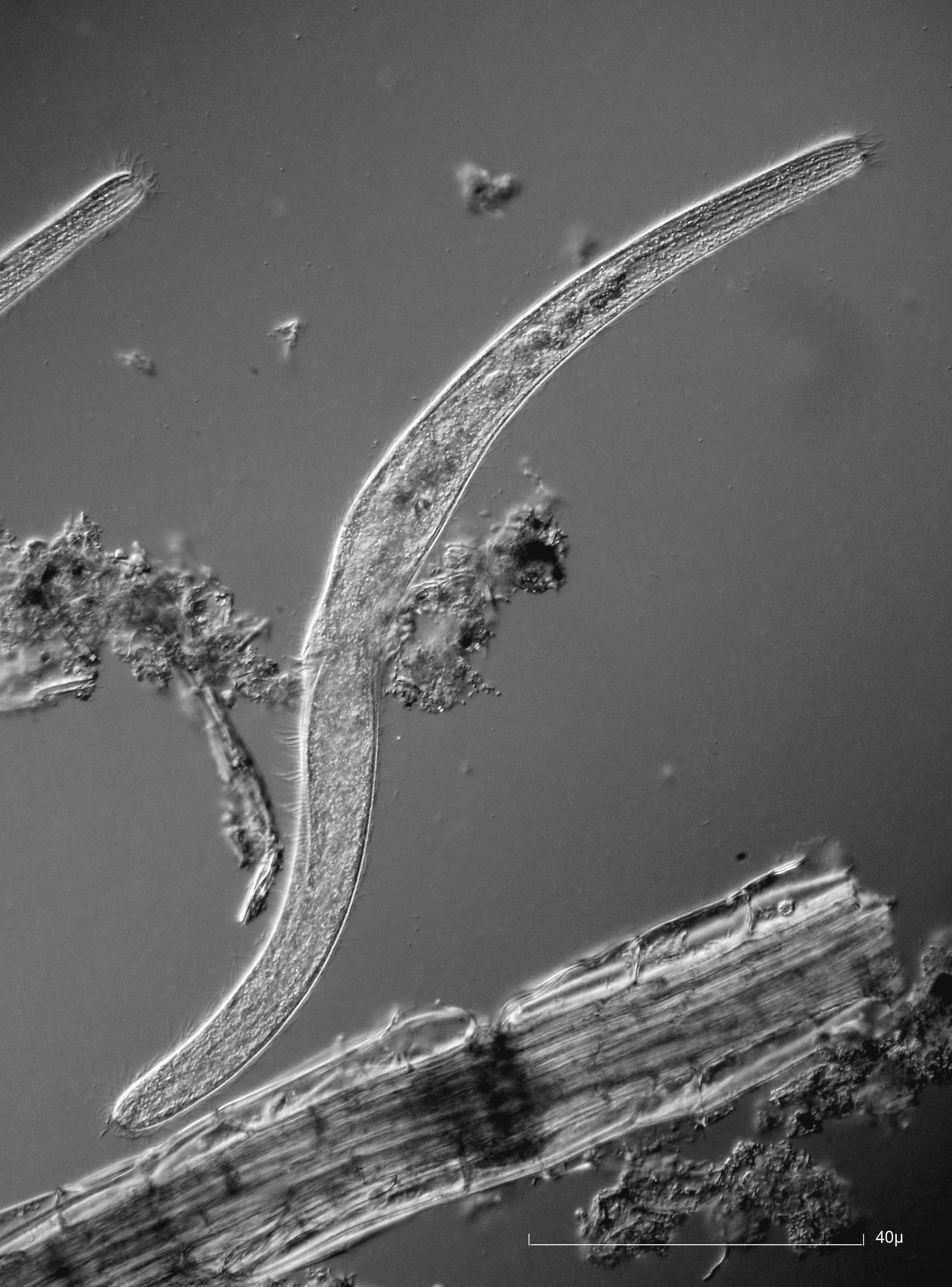
Spirostomum sp - 160x
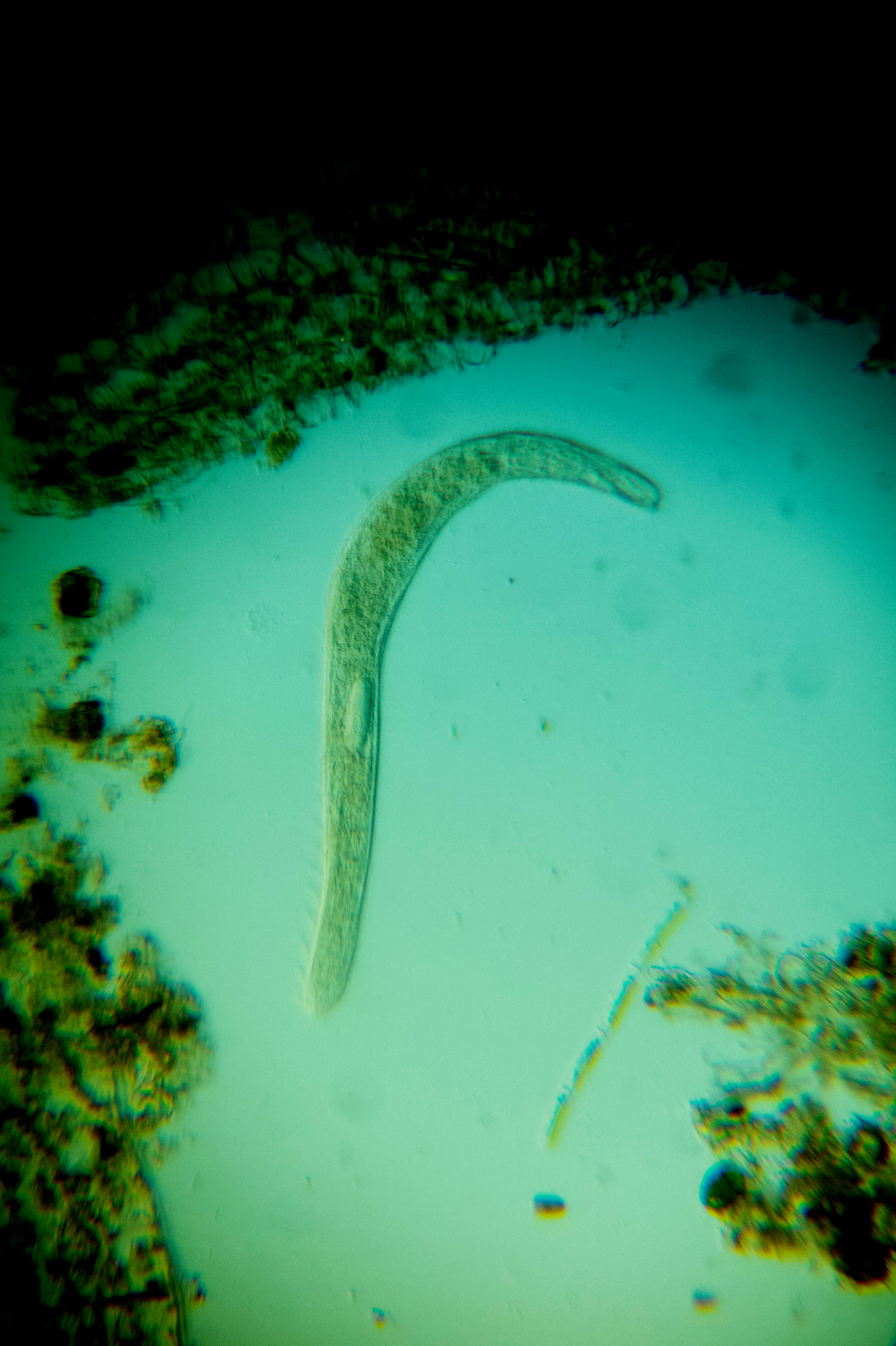
Spirostomum teres - 160x
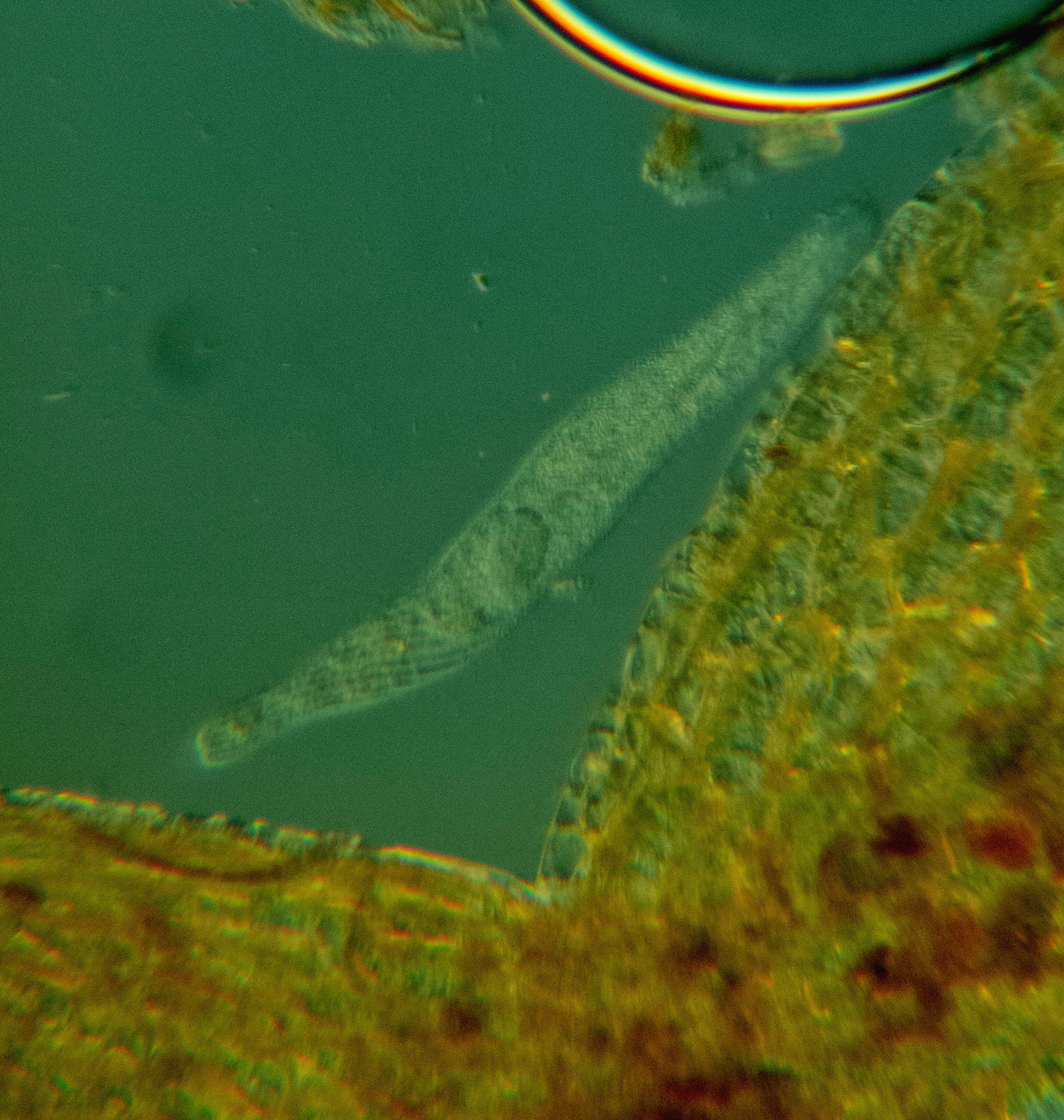
Spirostomum teres - 160x
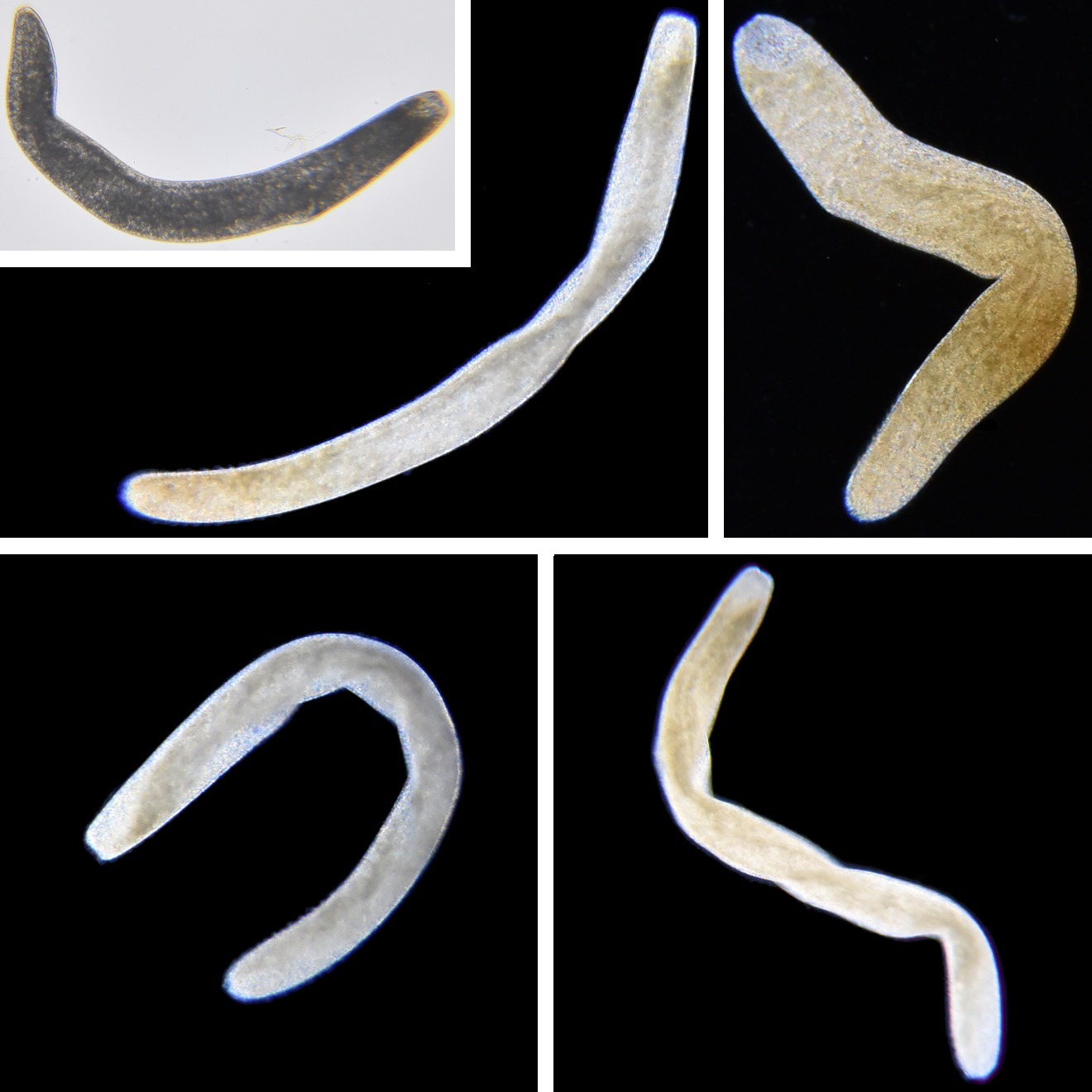
Flessibilità dello S. ambiguum(?)
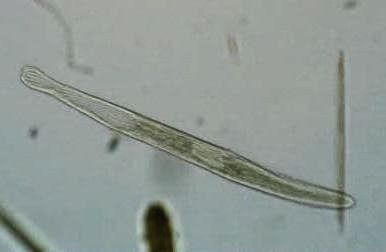
Spirostomum teres
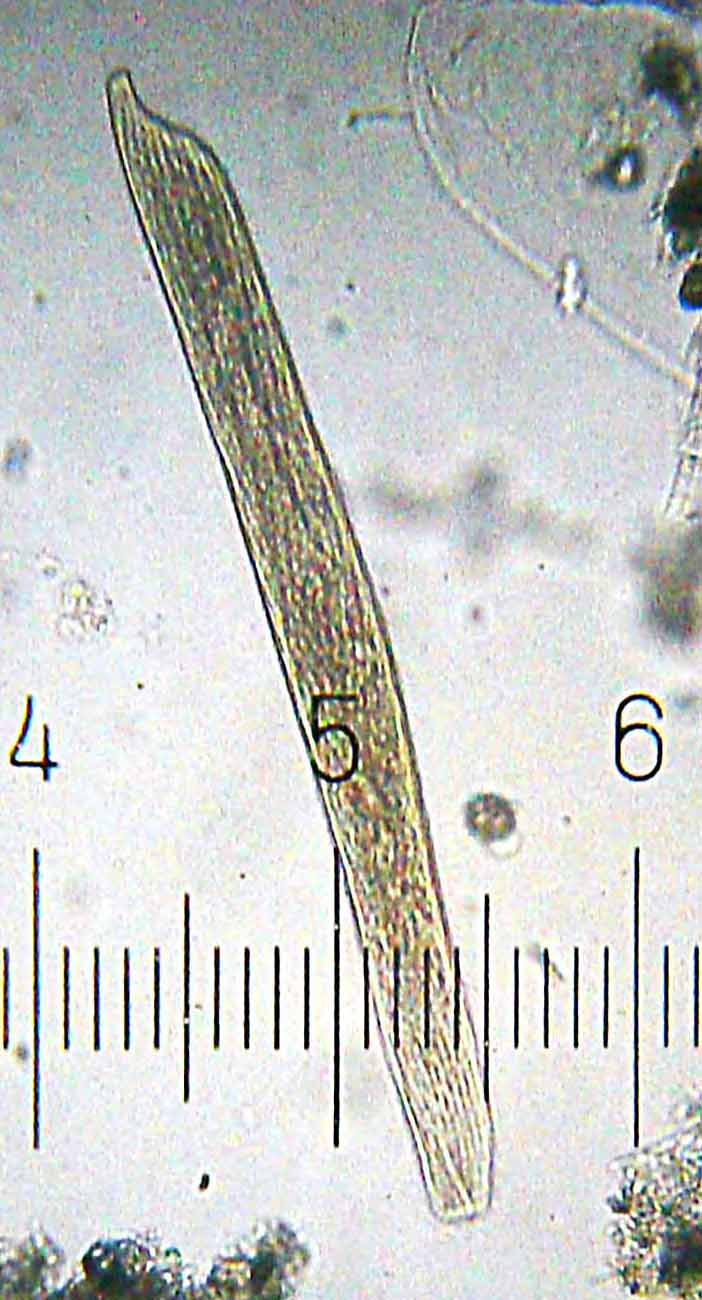
Spirostomum

## Galleria video
- Spirostomum minus
- Spirostomum: divisione cellulare (scissione binaria)
- Spirostomum caudatum (contrazione)
- Spirostomum teres